# Weildler Guerra Curvelo
Weildler Antonio Guerra Curvelo (Riohacha, 7 de enero de 1960) es un antropólogo y político colombiano, quien se desempeñó como Gobernador de La Guajira.

## Biografía
Nacido en Riohacha en enero de 1960, pertenece el pueblo wayú. Estudió Antropología en la Universidad de Los Andes; además, posee una Maestría y un Doctorado en Antropología de la misma institución educativa. Posee una larga experiencia en Estudios del Caribe Colombiano, Antropología Marítima e Historia Cultural del mar.
Ha ocupado múltiples cargos públicos y privados, tales como Fiscal del Cabildo Indígena Wayú de Carrizal, en el Municipio de Uribia (La Guajira), Secretario de Asuntos Indígenas del Departamento de La Guajira (1992-1994, en la administración de Jorge Eliécer Ballesteros Bernier), Director Ejecutivo del Observatorio del Caribe Colombiano 2004-2007, Gerente del Centro Cultural de San Andrés del Banco de la República y Gerente de la Sucursal en Riohacha del Banco de la República.
El 23 de febrero de 2017 fue designado como Gobernador Encargado de La Guajira por el presidente Juan Manuel Santos, ya que el Gobernador titular, Wilmer González Brito, fue suspendido debido a una investigación que cursaba en su contra por delitos electorales. Su mandato duró hasta el 20 de noviembre del mismo año, cuando, por medio del método de terna, Santos designó como nueva Gobernadora Encargada a Tania Buitrago González (Partido de la U).